# Minardi M01
Minardi M01 je vůz Formule 1, se kterým se stáj Minardi účastnila mistrovství světa v roce 1999. Tento vůz bodoval pouze ve čtrnáctém závodě seriálu mistrovství světa a v poháru konstruktérů tak obsadil 10. místo. Model je označen jako 01, protože tímto modelem nastupuje nová koncepce vozů této stáje z Faenzi.

## Popis
Přestože tento vůz měl být hlavním vozem stáje Minardi a měl zahájit novou sérii vozů, potýkal se návrh Gustaba Brunnera a Gabriele Tredoziho s finančními potížemi, neboť na konstrukci tohoto vozu byl vyčleněn malý rozpočet. Hlavní problém vozu spočíval v nedostatečně vyřešené aerodynamice, což vedlo k jeho nižším rychlostem.
Jejdničkou týmu měl být Luca Badoer, který jezdil za Minardi již v roce 1995, s ním měl jezdit španělský nováček Marc Gené. Zajímavostí je, že Velkou Cenu Brazílie jel testovací jezdec Stéphane Sarrazin, tato situace nastala protože Badoer měl při testovací jízdě nehodu, při které si zlomil ruku.

## Technická data
- Motor: Ford Zetec R
  - V10 72°
  - Objem: 2998 cc
- Vstřikování Magneti Marelli
- Palivový systém Magneti Marelli
- Palivo: Elf
- Výkon: 790cv/16200 otáček
- Převodovka: Minardi L 6stupňová poloautomatická.
- Pneumatiky: Bridgestone
- Brzdy: Brembo

## Statistika
- 16 Grand Prix
- 0 vítězství
- 0 pole positions
- 1 bod
- 0 x podium

## Výsledky v sezoně 1999
| Legenda k tabulce | Legenda k tabulce                                                                       |
| Barva             | Výsledek                                                                                |
| ----------------- | --------------------------------------------------------------------------------------- |
| Zlatá             | Vítěz                                                                                   |
| Stříbrná          | 2. místo                                                                                |
| Bronzová          | 3. místo                                                                                |
| Zelená            | Bodované umístění                                                                       |
| Modrá             | Nebodované umístění                                                                     |
| Modrá             | Dokončil neklasifikován (NC)                                                            |
| Fialová           | Odstoupil (Ret)                                                                         |
| Červená           | Nekvalifikoval se (DNQ)                                                                 |
| Červená           | Nepředkvalifikoval se (DNPQ)                                                            |
| Černá             | Diskvalifikován (DSQ)                                                                   |
| Bílá              | Nestartoval (DNS)                                                                       |
| Bílá              | Závod zrušen (C)                                                                        |
| Světle modrá      | Pouze trénoval (PO)                                                                     |
| Světle modrá      | Páteční testovací jezdec (TD)                                                           |
| Bez barvy         | Netrénoval (DNP)                                                                        |
| Bez barvy         | Vyřazen (EX)                                                                            |
| Bez barvy         | Nepřijel (DNA)                                                                          |
| Bez barvy         | Odvolal účast (WD)                                                                      |
| Bez barvy         | Nezúčastnil se (prázdné)                                                                |
| Označení          | Význam                                                                                  |
| Tučnost           | Pole position                                                                           |
| Kurzíva           | Nejrychlejší kolo                                                                       |
| †                 | Jezdec nedojel do cíle, ale byl klasifikován, protože odjel více než 90 % délky závodu. |
| ‡                 | Byl udělován poloviční počet bodů, protože bylo odjeto méně než 75 % délky závodu.      |
| Horní index       | Umístění bodujících jezdců ve sprintu                                                   |

| Rok  | Šasi    | Motor         | Pneu | Jezdci            | 1   | 2   | 3   | 4   | 5   | 6   | 7   | 8   | 9   | 10  | 11  | 12  | 13  | 14  | 15  | 16  | Body | Pořadí |
| ---- | ------- | ------------- | ---- | ----------------- | --- | --- | --- | --- | --- | --- | --- | --- | --- | --- | --- | --- | --- | --- | --- | --- | ---- | ------ |
| 1999 | Minardi | Fondmetal V10 | B    |                   | AUS | BRA | SMR | MON | ESP | CAN | FRA | GBR | AUT | GER | HUN | BEL | ITA | EUR | MAL | JPN | 1    | 10.    |
| 1999 | Minardi | Fondmetal V10 | B    | Luca Badoer       | Ret |     | 8   | Ret | Ret | 10  | 10  | Ret | 13  | 10  | 14  | Ret | Ret | Ret | Ret | Ret | 1    | 10.    |
| 1999 | Minardi | Fondmetal V10 | B    | Stéphane Sarrazin |     | Ret |     |     |     |     |     |     |     |     |     |     |     |     |     |     | 1    | 10.    |
| 1999 | Minardi | Fondmetal V10 | B    | Marc Gené         | Ret | 9   | 9   | Ret | Ret | 8   | Ret | 15  | 11  | 9   | 17  | 16  | Ret | 6   | 9   | Ret | 1    | 10.    |